# Flagge Brandenburgs
Die Flagge Brandenburgs besteht aus einer rot-weißen Bikolore und trägt das Wappen Brandenburgs, einen roten Adler auf einem weißen Schild, in der Mitte.

## Geschichte
Die Geschichte dieser Flagge geht weit zurück. Die Farbgebung ist aus dem traditionellen Wappensymbol, dem roten Märkischen Adler auf weißem (silbernem) Grund, abgeleitet. 1882 wurde die rot-weiße Provinzflagge, die kein Wappen beinhaltete, offiziell eingeführt.
Von 1945 bis 1952 führte die Provinz (ab 1947: Land) Brandenburg an Stelle des alten Symbols ausschließlich eine rot-weiß-rote Flagge. Dies beschloss das Präsidium der Provinzialverwaltung am 24. Oktober 1945. Am 15. Dezember 1945 wurde präzisiert, dass das Verhältnis der Breite der waagerechten Streifen 2:1:2 betragen, der weiße Streifen also schmaler als die roten sein solle. Die Flagge ähnelt damit – bis auf den roten Farbton und das Tuchformat – der Flagge Lettlands. Mit der faktischen Auflösung des Landes Brandenburg 1952 kam sie dann aber wieder außer Gebrauch.
Das 1990 neugegründete Land Brandenburg bestimmte dann die traditionelle Kombination der Farben Rot-Weiß mit dem Brandenburgischen Adler wieder zur Landesflagge. Sie wird durch das Gesetz über die Hoheitszeichen des Landes Brandenburg vom 30. Januar 1991 festgelegt:
„Die Landesfarben sind Rot-Weiß.“
„Das Landeswappen zeigt auf einem Schild in Weiß (Silber) einen nach rechts blickenden, mit goldenen Kleestengeln auf den Flügeln gezierten und gold bewehrten roten Adler.“ […]
„Die Landesflagge besteht aus zwei gleich breiten Querstreifen in den Landesfarben – oben rot, unten weiß – und trägt in der Mitte das Landeswappen. Das Verhältnis der Höhe zur Länge des Fahnentuchs ist wie drei zu fünf.“
Die Verfassung des Landes Brandenburg wurde am 20. August 1992 erlassen und fasst sich zu diesem Thema sehr kurz:
Artikel 4. Landesfarben und -wappen
„Die Landesfarben sind rot und weiß. Das Landeswappen ist der rote märkische Adler auf weißem Feld.“

Ehemalige Flaggen
Flagge der preußischen Provinz Brandenburg
Flagge des DDR-Landes Brandenburg